# Frank Morgan
Frank Morgan, nato Francis Philip Wuppermann (New York, 1º giugno 1890 – Beverly Hills, 18 settembre 1949), è stato un attore statunitense, noto soprattutto per la sua interpretazione nel film Il mago di Oz (1939) nel ruolo del mago.

## Biografia
Francis Phillip Wuppermann nacque a New York da una ricca famiglia che aveva una grande impresa di distribuzione di angostura. Frequentò l'Università Cornell nella quale era un membro della classe di Kappa PSI di phi. Seguì poi il fratello più anziano, Ralph Morgan, nel mondo degli affari del cinema, in primo luogo a Broadway dove si dedicò al cinema. 
Il debutto sullo schermo di Frank Morgan risale al 1916 nella pellicola The Suspect. Il suo ruolo più famoso, per il quale viene ancora ricordato, fu quello nel film Il mago di Oz (1939), dove interpretava i ruoli del professor Marvel, il portiere della Città di Smeraldo, l'autista, la guardia del mago e il Mago di Oz. Morgan divenne estremamente popolare, tanto che la MGM gli offrì un contratto a vita. 
Nella sua carriera, lavorò sotto la direzione di alcuni tra i più famosi registi di Hollywood, quali Gregory La Cava, Frank Borzage, Ernst Lubitsch, Clarence Brown, Vincente Minnelli, Robert Siodmak. Nel 1934, l'attore fu candidato al premio Oscar per il suo ruolo nel film Gli amori di Benvenuto Cellini di Gregory La Cava. 
Nel 1914 sposò Alma Muller, con cui rimase fino alla morte; ebbero un figlio, George (1916-2003), anche lui attore.
Morì all'età di 59 anni per un attacco cardiaco.

## Filmografia
- The Suspect, regia di S. Rankin Drew (1916)
- The Daring of Diana, regia di S. Rankin Drew (1916)
- A Child of the Wild, regia di John G. Adolfi (1917)
- A Modern Cinderella, regia di John G. Adolfi (1917)
- Raffles, the Amateur Cracksman, regia di George Irving (1917)
- The Knife, regia di Robert G. Vignola (1918)
- The Golden Shower, regia di John W. Noble (1919)
- Maschietta (Manhandled), regia di Allan Dwan (1924)
- Born Rich, regia di William Nigh (1924)
- The Crowded Hour, regia di E. Mason Hopper (1925)
- Lo scandalo dei miliardi (Billion Dollar Scandal), regia di Harry Joe Brown (1933)
- When Ladies Meet, regia di Harry Beaumont (1933)
- Il gatto e il violino (The Cat and the Fiddle), regia di William K. Howard (1933)
- Gli amori di Benvenuto Cellini (The Affairs of Cellini), regia di Gregory La Cava (1934)
- Tramonto (Sisters Under The Skin), regia di David Burton (1934)
- Io vivo la mia vita (I Live My Life), regia di W.S. Van Dyke II (1935)
- La modella mascherata (Escapade), regia di Robert Z. Leonard (1935)
- Terra senza donne (Naughty Marietta), regia (non accreditati) di Robert Z. Leonard e W.S. Van Dyke (1935)
- Il pigrone (Lazybones), regia di Michael Powell (1935)
- La reginetta dei monelli (Dimples), regia di William A. Seiter (1936)
- Il paradiso delle fanciulle (The Great Ziegfeld), regia di Robert Z. Leonard (1936)
- Il pirata ballerino (Dancing Pirate), regia di Lloyd Corrigan (1936)
- La regina di picche (Trouble For Two), regia di J. Walter Ruben (1936)
- Jim di Piccadilly (Piccadilly Jim), regia di Robert Z. Leonard (1936)
- La fine della signora Cheyney (The Last of Mrs Cheney) regia di Richard Boleslawski (1937)
- I candelabri dello zar (The Emperor's Candlesticks), regia di George Fitzmaurice (1937)
- Saratoga, regia di Jack Conway (1937)
- La via del possesso (Beg, Borrow or Steal), regia di Wilhelm Thiele (1937)
- Rosalie, regia di W.S. Van Dyke II (1937)
- Paradiso per tre (Paradise for Three), regia di Edward Buzzell (1938)
- Bisticci d'amore (Sweethearts), regia di W.S. Van Dyke (1938)
- Broadway Serenade, regia di Robert Z. Leonard (1939)
- Il mago di Oz (The Wizard of Oz), regia di Victor Fleming (1939)
- Balalaika, regia di Reinhold Schünzel (1939)
- Balla con me (Broadway Melody of 1940), regia di Norman Taurog (1940)
- Bufera mortale (The Mortal Storm), regia di Frank Borzage (1940)
- La febbre del petrolio (Boom Town), regia di Jack Conway (1940)
- Scrivimi fermo posta (The Shop Around the Corner), regia di Ernst Lubitsch (1940)
- Se mi vuoi sposami (Honky Tonk), regia di Jack Conway (1941)
- Gente allegra (Tortilla Flat), regia di Victor Fleming (1942)
- La sirena del Congo (White Cargo), regia di Richard Thorpe (1942)
- A Stranger in Town, regia di Roy Rowland (1943)
- La commedia umana (The Human Comedy), regia di Clarence Brown (1943)
- Le bianche scogliere di Dover (The Withe Cliffs of Dover), regia di Clarence Brown (1944)
- Kismet, regia di William Dieterle (1944)
- Le tre donne di Casanova (Casanova Brown), regia di Sam Wood (1944)
- Jolanda e il re della samba (Yolanda and the Thief), regia di Vincente Minnelli (1945)
- Il coraggio di Lassie (Courage of Lassie), regia di Fred M. Wilcox (1946)
- La fortuna è femmina (Lady Luck), regia di Edwin L. Marin (1946)
- Il delfino verde (Green Dolphin Street), regia di Victor Saville (1947)
- Summer Holiday, regia di Rouben Mamoulian (1948)
- I tre moschettieri (The Three Musketeers), regia di George Sidney (1948)
- Il ritorno del campione (The Stratton Story), regia di Sam Wood (1949)
- Il grande peccatore (The Great Sinner), regia di Robert Siodmak (1949)
- Fate il vostro gioco (Any Number Can Play), regia di Mervyn LeRoy (1949)
- La chiave della città (Key to the City), regia di George Sidney (1950)

### Apparizioni in film e documentari
- Hollywood: Style Center of the World, regia di Oliver Garver - filmati di repertorio (1940)

## Doppiatori italiani
- Olinto Cristina in Il paradiso delle fanciulle, Il mago di Oz (ed. 1949), Bufera mortale, Le bianche scogliere di Dover, Le tre donne di Casanova (riedizione), Jolanda e il re della samba, La fortuna è femmina, Il delfino verde, I tre moschettieri, Il ritorno del campione
- Gero Zambuto in Gli amori di Benvenuto Cellini
- Luigi Pavese in La febbre del petrolio (riedizione 1957)
- Carlo Romano in Il grande peccatore
- Gino Pagnani in Il mago di Oz (ed. 1982)
- Carlo Bonomi in Il mago di Oz (ed. 1985)

## Riconoscimenti
- Premi Oscar 1935 - Candidatura all'Oscar al miglior attore per Gli amori di Benvenuto Cellini
- Premi Oscar 1943 - Candidatura all'Oscar al miglior attore non protagonista per Gente allegra